# Podosoje (Srebrenica, BiH)
Podosoje je naselje u općini Srebrenica, Republika Srpska, BiH.

## Stanovništvo
Prema nacionalni sastav stanovništva 1991. godine, svih 87 stanovnika bili su Bošnjaci.